# Upper Dean
Upper Dean – wieś w Anglii, w hrabstwie ceremonialnym Bedfordshire, w dystrykcie (unitary authority) Bedford. Leży 19 km na północ od centrum miasta Bedford i 91 km na północ od centrum Londynu.